# La Lupe
La Lupe är en ort i Mexiko.   Den ligger i kommunen Acapetahua och delstaten Chiapas, i den sydöstra delen av landet, 800 km sydost om huvudstaden Mexico City. La Lupe ligger 1 meter över havet och antalet invånare är 144.
Terrängen runt La Lupe är mycket platt. Havet är nära La Lupe åt sydväst. Runt La Lupe är det ganska glesbefolkat, med 36 invånare per kvadratkilometer. Närmaste större samhälle är Absalón Castellanos Domínguez, 12,3 km nordost om La Lupe. 